# Tigridia violacea
Tigridia violacea är en irisväxtart som beskrevs av Christian Julius Wilhelm Schiede och Diederich Franz Leonhard von Schlechtendal. Tigridia violacea ingår i släktet Tigridia och familjen irisväxter. Inga underarter finns listade i Catalogue of Life.